# Koffardiflag
Et koffardiflag er et lands flag, som borgerne (og virksomhederne) i landet benytter til søs for at vise statstilhørsforhold.
De to oprindelige flagtyper til søs var orlogsflaget og koffardiflaget. I de fleste lande var der oprindelig ikke forskel på statens bevæbnede skibe (flåden) og de civile, ubevæbnede skibe (handelsflåden). Mange lande gør i dag som USA og Frankrig og nøjes med ét flag til alle eller næsten alle formål.
I en række lande har man udviklet (eller kopieret) et system med forskellige flag til forskellige formål. Mest kendt er nok Storbritanniens brug af Red Ensign for civile skibe og White Ensign for Royal Navy.

## Lande med særlige koffardiflag
De koffardiflag, der adskiller sig fra det "almindelige" nationale flag, kan inddeles i fem grupper.

### Red Ensignefter britisk mønster
Disse flag er røde og har, som regel, det respektive nationalflag eller Union Jack i øverste hjørne ved stangen (i kantonen), efter den britiske Red Ensign. Storbritanniens oversøiske besiddelser bruger enten Red Ensign med besiddelsens våben i flagets frie ende eller Red Ensign uden tilføjelser.
| Storbritannien |
| Storbritannien |

| Guernsey (UK) |
| Guernsey (UK) |

| Isle of Man (UK) |
| Isle of Man (UK) |

| Britiske Jomfruøer (UK) |
| Britiske Jomfruøer (UK) |

| Falklandsøerne (UK) |
| Falklandsøerne (UK) |

| Gibraltar (UK) |
| Gibraltar (UK) |

| Cayman Islands (UK) |
| Cayman Islands (UK) |

| Turks and Caicosøerne (UK) |
| Turks and Caicosøerne (UK) |

| Australien |
| Australien |

| Fiji |
| Fiji |

| New Zealand |
| New Zealand |

| Bahamas |
| Bahamas |

| Bangladesh |
| Bangladesh |

| Ghana |
| Ghana |

| Indien |
| Indien |

| Malaysia |
| Malaysia |

| Mauritius |
| Mauritius |

| Pakistan |
| Pakistan |

| Salomonøerne |
| Salomonøerne |

| Forenede Arabiske Emirater |
| Forenede Arabiske Emirater |

### Koffardiflag, der er meget forskellige fra nationalflaget
Flere lande har koffardiflag, der er meget forskellige fra nationalflaget, for eksempel Malta og Luxembourg.
| Nationalflag |
| Koffardiflag |
| Albanien     |

| Nationalflag |
| Koffardiflag |
| Israel       |

| Nationalflag |
| Koffardiflag |
| Luxembourg   |

| Nationalflag |
| Koffardiflag |
| Malta        |

| Nationalflag |
| Koffardiflag |
| Singapore    |

### Koffardiflag, der er nationalflaget med et yderligere emblem
Kendte eksempler på denne type er det italienske koffardiflag, der viser de fire søfarende staters våben eller det polske koffardiflag med landets våben. De fleste af disse emblemer blev tilføjet for at kunne skelne koffardiflaget fra andre landes flag.
| Nationalflag |
| Koffardiflag |
| Colombia     |

| Nationalflag |
| Koffardiflag |
| El Salvador  |

| Nationalflag |
| Koffardiflag |
| Italien      |

| Nationalflag |
| Koffardiflag |
| Marokko      |

| Nationalflag |
| Koffardiflag |
| Polen        |

| Nationalflag  |
| Koffardiflag  |
| Saudi-Arabien |

| Nationalflag     |
| Koffardiflag     |
| Republikken Kina |

### Forenklede nationalflag
I en række (især latinamerikanske) lande er der to hovedversioner af flaget, hvor den enklere version benyttes som koffardiflag, mens den mere komplekse med statsvåbenet bruges af staten, herunder militæret. Også Tyskland og Østrig bruges denne skik. I Spanien er flaget uden våben blot en variant til civil anvendelse, idet nationalflaget også bruges som koffardiflag.
| Nationalflag |
| Koffardiflag |
| Argentina    |

| Nationalflag |
| Koffardiflag |
| Bolivia      |

| Nationalflag |
| Koffardiflag |
| Costa Rica   |

| Nationalflag          |
| Koffardiflag          |
| Dominikanske Republik |

| Nationalflag |
| Koffardiflag |
| Ecuador      |

| Nationalflag |
| Koffardiflag |
| El Salvador  |

| Nationalflag |
| Koffardiflag |
| Guatemala    |

| Nationalflag |
| Haiti        |

| Nationalflag |
| Koffardiflag |
| Nicaragua    |

| Nationalflag |
| Koffardiflag |
| Peru         |

| Nationalflag |
| Koffardiflag |
| Serbien      |

| Nationalflag |
| Koffardiflag |
| Spanien      |

| Nationalflag |
| Koffardiflag |
| Tyskland     |

| Nationalflag |
| Koffardiflag |
| Venezuela    |

| Nationalflag |
| Koffardiflag |
| Østrig       |

### Koffardiflag med andre proportioner end nationalflaget
Adskillige tidligere britiske kolonier benytter flag med højde:længde-forholdet 1:2 til søs og 3:5 til lands. Landene i det tidligere Jugoslavien gør omvendt: til søs benyttes 2:3, til lands 1:2. Frankrig gør anderledes: flagets ydre mål er de samme til søs og lands, men til lands er striberne lige brede, mens de til søs har forholdet 30:33:37.
| Nationalflag |
| Koffardiflag |
| Kroatien     |

| Nationalflag |
| Koffardiflag |
| Frankrig     |

| Nationalflag |
| Koffardiflag |
| Grenada      |

| Nationalflag |
| Koffardiflag |
| Guyana       |

| National flag |
| Koffardiflag  |
| Schweiz       |

| Nationalflag |
| Koffardiflag |
| Slovenien    |

| National flag      |
| Koffardiflag       |
| Trinidad og Tobago |